# Pidhajci
Pidhajci (ukrajinsky Підгайці, Pidhajci, polsky Podhajce či rusky Подгайцы, Podgajcy) jsou město ležící v západní části Ukrajiny na řece Koropec. Město se nachází v Ternopilském rajónu v Ternopilské oblasti asi 58 km od Ternopilu. Ve městě žije 2 688 obyvatel, město není napojeno na veřejnou dopravu, nejbližší železniční stanice se nachází v obci Potutory vzdálená 20 km od města.

## Název
Pravděpodobnou verzí je, že název města pochází z hustých lesů (hájů), které jej obklopovaly ze západu a severu. Také ale existuje jiná verze podle kopce Gaj, kdy se město jmenovalo Podgajce a později Podhajce či Pidhajci.

## Historie
Podle pramenů je Pidhajci jednou z nejstarších osad v této oblasti. Původní osada v okolí moderního Pidhajci pravděpodobně existovala v dobách Haličsko-volyňského království ve 13. až 14. a byl lokalizován na území současné vesnice Stare Misto. Dle nepotvrzených zdrojů se jmenovala Tudynka.
První zmínka města byla v roce 1436, kdy se hovoří o manželce polského knížete, Alžbětě z Pidhajci. V té době to byla ještě vesnice, na území Stareho Mista. Nacházel se zde jeden kostel, poprvé zmiňovaný v roce 1446. Po roce 1460 se na svých panstvích usadil Jakub Bučatskij a okolo roku 1463 zde postavil hrad na obchodní cestě z Bučače do Lvova, která byla součástí hedvábné stezky.
Dle magdeburského práva bylo město založeno Jakubem Bučačským v roce 1469. Hrad se stal bydlištěm Jakuba Bučačského. Během válek mezi Polskem a Moldávii bylo město často rabováno a vypalováno moldavským vojskem. Po smrti Jakuba Bučačského nastoupil jako pán jeho syn, také Jakub Bučačský zvaný z Pidhajci, který se snažil udělat z Pidhajci větší město.
V roce 1534 prodal Jakub Bučačský město rodině Wolských. 18. července 1539 král Zikmund I. Starý udělil (zřejmě opět) magdeburské právo městu Pidhajci. Pod vládou rodiny Wolských byl přestavěn Pidhajcký hrad, který se proměnil v pevnost (v roce 1544 bylo Pidhajci zmiňováno jako oppidum-castrum, hradní město), byl přestavěn a kostel a usadili se zde židé, kdy se velmi brzy zde nacházela největší početní skupina židů v Haliči. V ruském vojvodství také byla postavena první synagoga. První městský znak je znám z roku 1554. Objevily se zde řemeslné obchody, od roku 1590 je známa zakládací listina první kožešnické dílny.
Za dob Nikolaje Volského se katolická komunita ve městě dostala do vážné krize, kdy ve městě se rychle šířil socinianismus (arianismus), později po vyřešení krize Nikolaj prodal město a okolí rodině Golských. Město se dále rozvíjelo. Hrad byl opevněn mohutnými věžemi, protože ze strategického hlediska byla jeho poloha přímo mezi dvěma vysokými kopci příliš zranitelná. Obecně je umístění města na kopci atypické, zřejmě existoval důvod, proč se město, které se vyvíjelo na základě magdeburského práva, stěhovalo na vrchol kopce, přestože terén ztěžoval povozům příjezd na rynek. Samotný rynek (dnes náměstí nezávislosti) je trojúhelníkového půdorysu, atypického pro magdeburská města, kdy se plánování provádělo podle německého vzoru (např. Rynok ve Lvově).
Po náhlých úmrtích v rodině Golských se rozhodl koupit město (společně s Bučačem a okolí) Stanisław Lanckoroński z rodiny Lanckorońských. Později na to se zjistilo, že bývalý rod Golských ukryl na hradě poklad, ten chtěla rodina Potockých získat, často napadali a plenili město, ale hrad nikdy nedobyli. Později Žofie Golská-Lanckoroňská rozdala poklad do nemocnic a kostelů v okolí. Poté, co Žofie zemřela město, si převzal rod Potockých.
Toto období se stalo největším rozkvětem města. Hrad byl znovu přestavěn, byly zřízeny plány na výstavbu radnice na rynku, domy, kostely a synagogy nejen ve městě, ale i v okolí. Dle všeho je zřejmé, že ukrajinské (ruské) obyvatelstvo bylo v té době největší ve všech městech Haliči, kromě Lvova. Mezi lety 1650 až 1653 postavila ruská komunita kamenný kostel Nanebevzetí Panny Marie, který stojí dodnes.
Bouřlivé události se odehrály během Chmelnického povstání. Jednoty pod velením Bohdana Chmelnického přišly do Pidhajci celkem třikrát (1648, 1653 a 1658). Navzdory bojům a pleněním zůstalo město obchodním centrem, což dodal Evlija Čelebi při své návštěvě 26. května 1657. Později ale bylo Pidhajci zase pleněno během Polsko-tureckých válek.
Po trojí dělení Polska bylo město začleněno do Rakouského císařství. Město, ale poté začalo upadat, v roce 1783 ztratilo práva města a bylo přeměněno na městys. Magdeburské právo v Haliči bylo také zrušeno v roce 1786. Na přelomu 18. a 19. století byl Pidhajcký hrad, městské hradby a dřevěné kostely rozebrány, kvůli havarijnímu stavu. Poté mnoho židů městys opustilo a přestěhovaly se do jiných měst.
S cílem pozvednout městys byl v letech 1817-1831 postaven cihlový hostinec na trase Berežany-Bučač. V roce 1867 se městys stal centrem Pidhajcké župy. 26. května 1889 vypukl požár, v jehož důsledku shořelo 75 % městských budov. Město bylo napojeno na železnici v roce 1909 z Lvova. Před první světovou válkou zde byl vodní mlýn, pivovar, lihovar, továrna na zemědělské stroje, krajská nemocnice a cihelna.

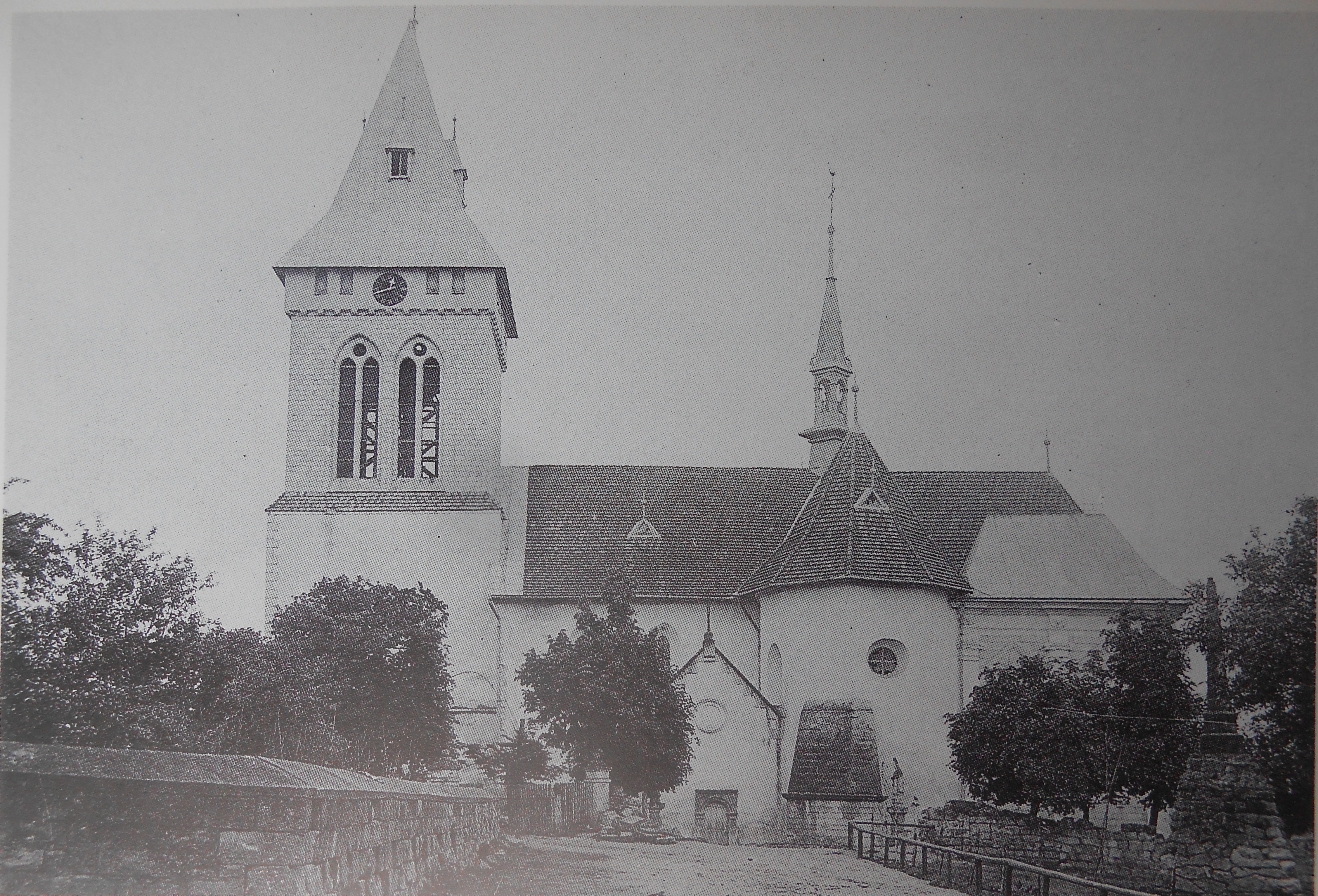
Kostel Nanebevzetí Panny Marie v roce 1924

Během první světové války bylo v září 1914 město obsazeno ruskou armádou. V srpnu 1915 , během Německo-rakouské ofenzívy, bylo znovu dobyto větší území Haliče společně s Pidhajci. Válečná linie se stabilizovala podél řeky Strypa na rok. I po dvou ruských ofenzívách město nebylo dobyto. Během Polsko-ukrajinské války zde byla základna Západoukrajinské lidové republiky. Město, ale bylo dobyto polskou armádou a bylo součástí Polska.
Město patřilo v letech 1918-1939 Polsku. V roce 1931 zde bylo 51 % obyvatel města Polské národnosti, 36 % Židovské a 12 % Ukrajinské a ostatní národnosti. Zakládaly se sportovní kluby a byly stavěny ukrajinské národní domy. Po invazi Polska bylo Pidhajci součástí Sovětského svazu.
Během invaze nacistického Německa do sovětského svazu bylo Pidhajci součástí Kreishauptmannschaftu Brzeżany. V místním ghettu bylo zavražděno až 7 tisíc židů. Při ústupu nacistů byla značně zničena trať Lvov-Pidhajci. Jednotky Rudé armády vstoupily do města v březnu 1944, obyvatelé Pidhajci byli po osvobození zapsáni do Spravedlivých mezi národy. Do opuštěného města se po válce začaly stěhovat Lemkové a Ukrajinci z polska.
V poválečném období fungoval potravinářský závod, mlýn, průmyslová a lékařská škola. V roce 1946 byla otevřena letecká linka Ternopil-Pidhajci. Až do roku 1963 bylo město rajónním centrem. V důsledku správní reformy bylo území bývalého rajónu rozděleno mezi sousední okresy. Většina spolu s městem vstoupila do rajónu Berežany.
Během nezávislé Ukrajiny se zde nachází agrární lyceum, gymnázium, střední škola, 1-3, ročníky, haličská lékařská fakulta, zdravotní středisko, poliklinika, hudební a umělecká škola a dvě knihovny.

## Pamětihodnosti
- Synagoga
- Kostel Nejsvětější trojice
- Kostel Nanebevzetí Panny Marie

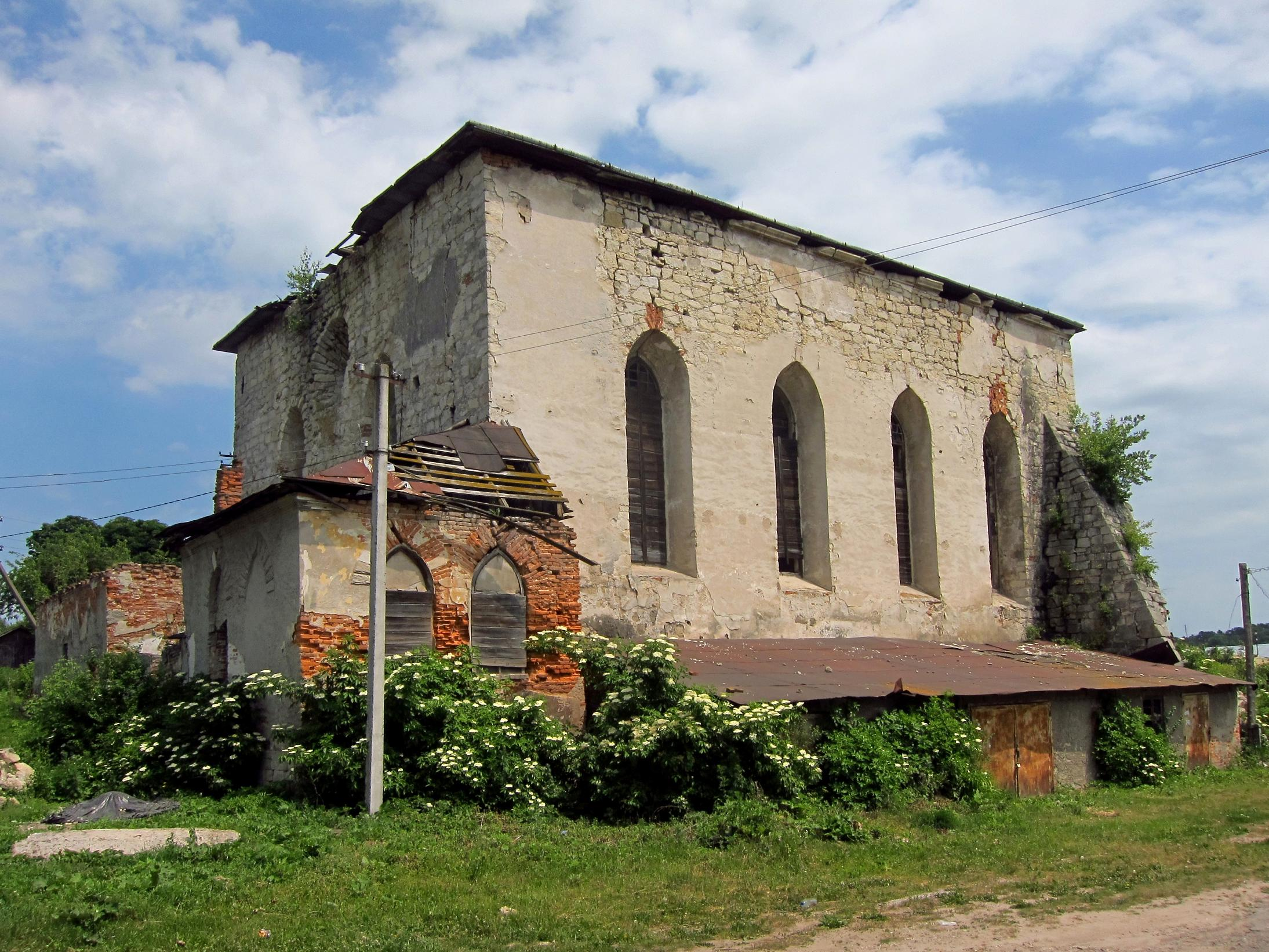
Synagoga v Pidhajci

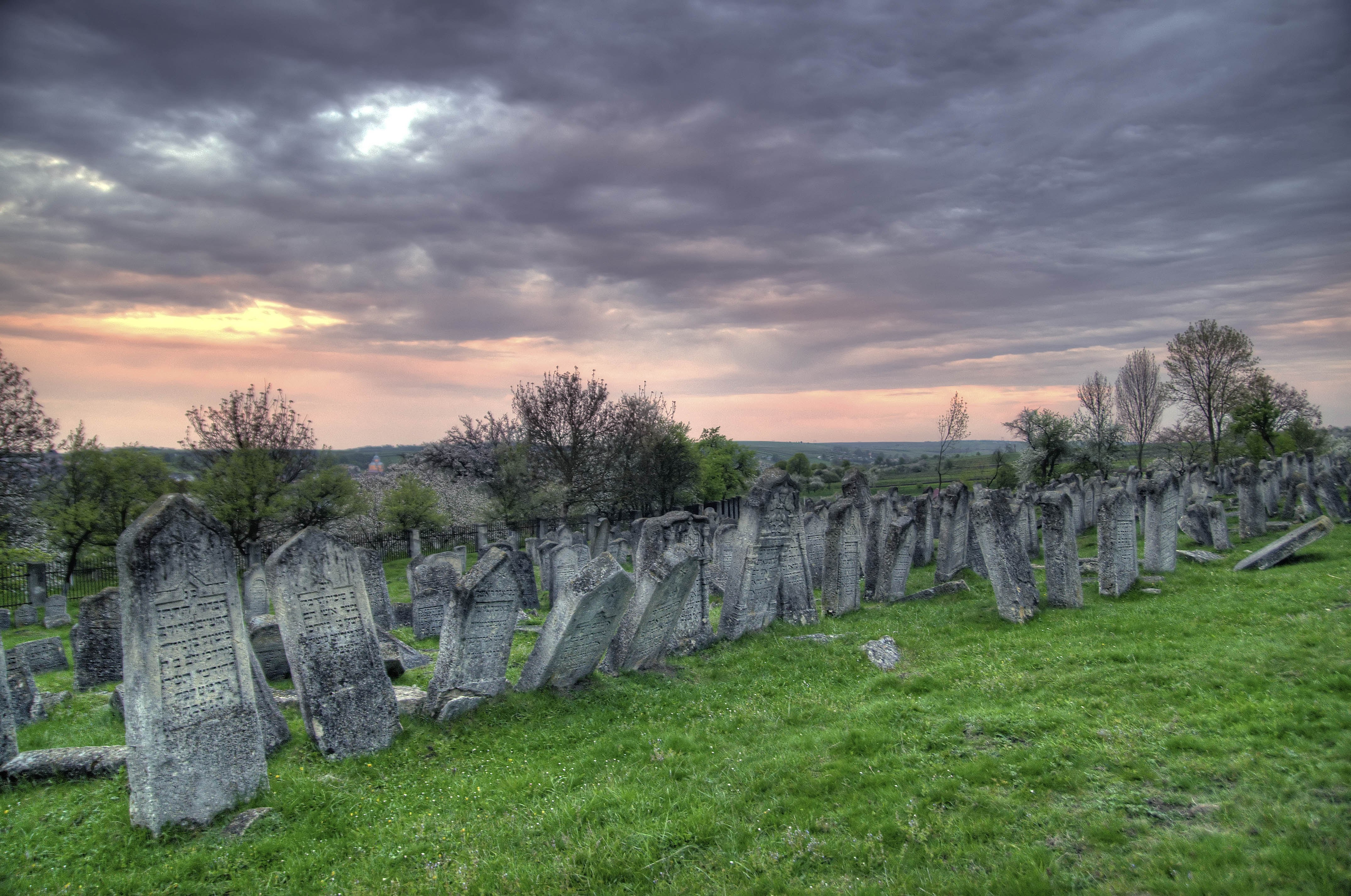
Židovský hřbitov

- Náměstí nezávislosti, má jedinečný trojúhelníkový tvar, který není charakteristický pro města dle magdeburského práva, ale pro staroruská města.
- Pidhajcká radnice
- Pidhajcký hrad, bývalý hrad na řece Koropec východně od města
- Pidhajcké podzemí, podzemní chodby které kdysi spojovaly hrad, kostel, kostely a radnici, stále nejsou všechny prozkoumané
- Ukrajinský lidový dům, dnes v něm sídlí kulturní dům a vlastivědné muzeum. V roce 1989 byla instalována pamětní deska na památku pobytu básníka Andrije Malyška zde v roce 1959.
- Kino
- Židovský hřbitov s více než tisíci náhrobky jeden z největších a nejzachovalejších židovských hřbitovů na Ukrajině.
- Městský hřbitov, jsou zde pohřbeni známí místní lidé

## Osobnosti
- Lev Polevyj
- Volodymyr Bačynskyj

## Hospodářství
Pidhajci je jediné město v regionu, sídlo úřadů a jeho správní a hospodářské centrum. Statistické údaje o ekonomice, školství, kultuře a zdravotnictví ilustrují základní problémy života v Pidhajci a jeho nejbližším okolí. V regionu Pidhajci dominuje zemědělská výroba. Ve struktuře hrubého produktu se v roce 2012 zemědělství podílelo 88,6 %. K 1. lednu 2013 měly farmy 145 kusů skotu, z toho 22 krav; 172 prasat.
V oblasti fungovalo 123 maloobchodních prodejen a 11 kaváren a restaurací. Na konci roku 2012 činil průměrný roční počet obyvatel rajónu Pidhajci 19 500 lidí, o 300 méně než v roce 2011. Bylo to důsledkem poklesu porodnosti a migrace. V roce 2012 bylo v Pidhajci registrováno cca 61 malých a středních podniků a 472 podnikatelů. V sektoru malých a středních podniků bylo vytvořeno 61 nových pracovních míst, o 11 více než v roce 2011.